# Dave Budd
Pour les articles homonymes, voir Budd.
David L. Budd, né le 28 octobre 1938 à Woodbury dans le New Jersey, est un joueur américain de basket-ball.

## Biographie

### Jeunesse
Budd grandit à Woodbury et fréquente le Woodbury Junior-Senior High School. Mesurant 1,98 m et pesant 91 kg, Budd est un joueur très imposant. Il possède des compétences techniques comparables à celles d'un meneur de jeu et s'épanouit en star de son équipe. Tout au long de sa carrière lycéenne, Budd est encadré par le professeur de la Woodbury Junior High School et entraîneur adjoint de basket-ball, Joe Colone (en). Colone est un ancien joueur de NBA qui a joué pour les Knicks de New York et il peut fournir un excellent encadrement et des conseils pour préparer Budd à jouer au basket-ball universitaire (et plus tard professionnel). Sous la tutelle de Colone, Budd fut sélectionné deux fois dans la All-Colonial Conference First Team pendant ses années junior et senior ainsi qu'en All-South Jersey pendant son année senior. Son talent intéressa de nombreuses universités, mais Budd choisit finalement de jouer à l'université de Wake Forest.

### Carrière universitaire
Après avoir obtenu son diplôme d'études secondaires en 1956, Budd continua à jouer pour l'université de Wake Forest, les Demon Deacons.